# Wistron
Die Wistron Corporation (緯創資通股份有限公司 / 纬创资通股份有限公司, kurz 緯創資通 / 纬创资通,  Wěichuàng Zītōng, kurz 緯創 / 纬创) ist ein großer taiwanischer Auftragshersteller von Informations- und Kommunikationstechnik. Die Namensgebung ergibt sich aus den englischen Wörtern „wisdom“ (Weisheit) und „electronics“ (Elektronik).

## Geschichte
Aus dem Geschäftsbereich Design and Manufacturing Services (DMS) der Acer Inc. ist  ab 2000 als unabhängiges Unternehmen Wistron hervorgegangen (von der Acer Group ausgegliedert), um eine klarere Trennung der Geschäfte unter eigenem Markennamen von der OEM-Fertigung zu erreichen. Die Wistron Corporation wurde schließlich am 30. Mai 2001 offiziell in Taipeh als eigenständiges Unternehmen gegründet.
Am 19. August 2003 hatte Wistron seinen Börsengang an der taiwanischen Börse.
Im Oktober 2010 wurde die Wistron Foundation ins Leben gerufen, welche für die Corporate Social Responsibility des Unternehmens zuständig ist.
Im Dezember 2020 sorgte eine Ausschreitung in einer Produktionsstätte in Indien für Aufsehen. Aufgrund von fehlenden Lohnzahlungen randalierten ca. 2000 Arbeiter und zerstörten Inventar und hergestellte Technik, darunter auch die hochpreisigen iPhones des Herstellers Apple aus Cupertino, USA. Insgesamt entstand ein Gesamtschaden von circa 50 Millionen Euro. Das iPhone-Werk in Kolar wurde von Tata übernommen und Wistron zog sich aus Indien zurück. Die Endmontage warf keinen Gewinn ab.

## Produkte

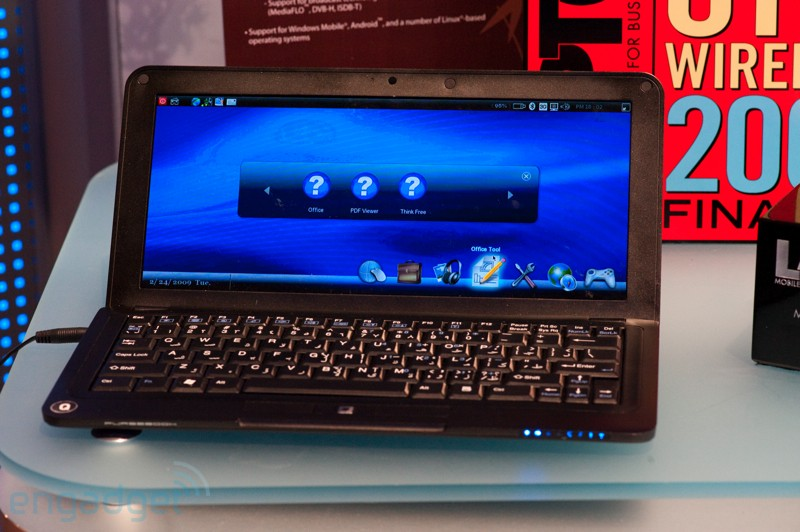
Smartbook von Wistron

Wistron ist Hersteller für Informations- und Kommunikationstechnik. Hauptsächlich produziert das Unternehmen Notebooks und Mobilgeräte wie Smartphones oder Tablets im Namen großer Elektronikhersteller. Zu den Kunden gehören beispielsweise Apple, Dell, Motorola oder Microsoft. 2009 war Wistron weltweit der drittgrößte Hersteller von Notebooks.

## Standorte

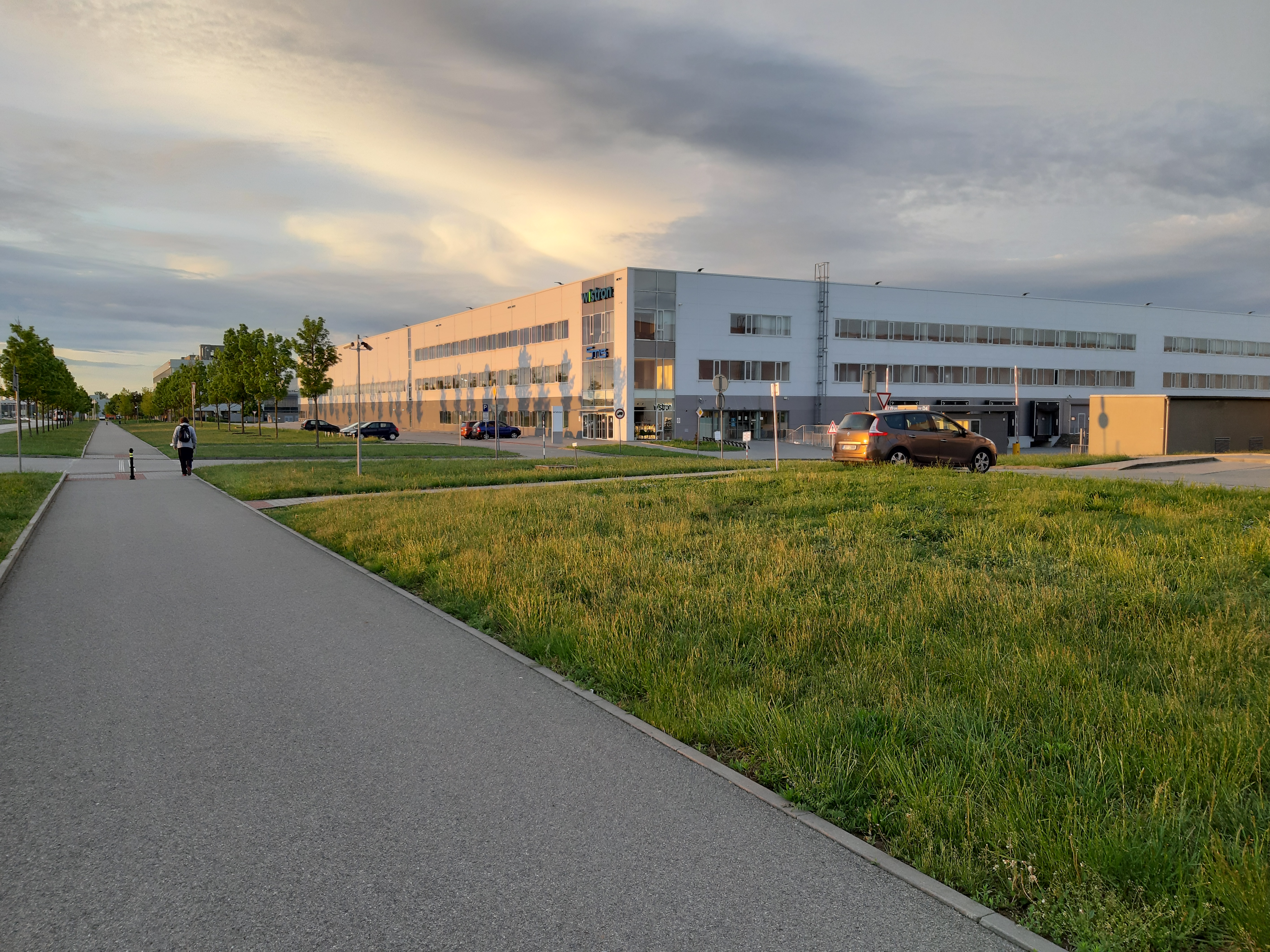
Wistron im Brno

Wistron hat Standorte auf der ganzen Welt. Produziert wird überwiegend in Asien, jedoch finden sich auch einzelne Standorte in Europa und Nordamerika. In Taipeh, Taiwan ist außer dem Hauptsitz das globale Zentrum für Forschung und Entwicklung des Unternehmens.
Produktionsstätten
- Hsinchu
- Kunshan
- Taizhou[7]
- Chengdu
- Zhongshan
- Brno
- Ciudad Juárez
- Narsapura[8]